# Tymon
Tymon – imię męskie pochodzenia greckiego. Wywodzi się od słowa oznaczającego „ten, który czci”, utworzone od imion złożonych typu Timótheos za pomocą sufiksu --n i usunięcie pozostałej części.
Imię zaczęło zyskiwać popularność w Polsce w latach osiemdziesiątych XX wieku. W styczniu 2025 r. w rejestrze PESEL, wśród publicznie dostępnych danych dotyczących osób żyjących, wykazano 41720 mężczyzn o imieniu Tymon nadanym jako imię pierwsze.
imieniny obchodzi: 19 kwietnia, jako wspomnienie św. Tymona, ucznia apostolskiego, a także 28 września.
Żeński odpowiednik: Tymona.

## Mężczyźni o imieniu Tymon
- Tymon Grabowski – dziennikarz motoryzacyjny, youtuber;
- Tymon Niesiołowski – malarz i grafik, pedagog, reprezentant nurtu nowego klasycyzmu w latach 20. XX wieku;
- Tymon Smektała – muzyk hip-hopowy oraz redaktor magazynu CD-Action;
- Tymon Terlecki – nestor polskiej literatury emigracyjnej, krytyk literacki i teatralny, eseista i organizator życia naukowego i literackiego w Anglii oraz Stanach Zjednoczonych;
- Tymon Tymański – polski kompozytor, wokalista;
- Tymon Zaborowski – polski poeta okresu przełomu między klasycyzmem a romantyzmem.